# Askar Akaievici Akaiev
Askar Akaievici Akaiev (în kîrgîză Аскар Акаевич Акаев, Asqar Aqayeviç Aqayev; n. 10 noiembrie 1944, Kyzylbayrak⁠(d), Kemin District⁠(d), Republica Sovietică Socialistă Kirghiză, URSS) este un politician kirghiz care a fost președintele Kârgâzstanului din 1990 până la răsturnarea sa în Revoluția Lalelelor din martie 2005.

## Educație și carieră timpurie
Akayev s-a născut în Chizil-Bairak, Republica Sovietică Socialistă Kirghiză. Era cel mai mare dintre cei cinci fii născuți într-o familie de muncitori agricoli. A devenit metalurg la o fabrică locală în 1961. Ulterior s-a mutat la Leningrad, unde s-a pregătit ca fizician și a absolvit Institutul de Mecanică și Optică de Precizie din Leningrad în 1967 cu o diplomă de onoare în matematică, inginerie și informatică. A stat la institut până în 1976, lucrând ca cercetător principal și profesor. La Leningrad s-a întâlnit și în 1970 s-a căsătorit cu Mairam Akaieva, cu care are acum doi fii și două fiice. S-au întors în Kârgâzstanul natal în 1977, când a devenit profesor superior la Institutul Politehnic Frunze. Unii dintre membrii săi de cabinet erau foști studenți și prieteni din anii studiilor universitare.
A obținut un doctorat în 1981 la Institutul de Inginerie și Fizică din Moscova, după ce și-a scris disertația privind sistemele holografice de stocare și transformare a informațiilor. În 1984 a devenit membru al Academiei de Științe din Kârgâzstan, a devenit vicepreședinte al Academiei în 1987 și apoi președinte al Academiei în 1989. A fost ales deputat în Sovietul Suprem al URSS în același an.